# 다고르 브라골라크
다고르 브라골라크는 강철산맥의 용암 분출으로 개전하여 지어진 것으로, 그 뜻은 돌발 화염의 전투다. 이 전투로 앙그반드 포위가 해제되고 피나르핀의 아들 앙그로드, 아에그노르, 그리고 핀웨의 차남으로 놀도르를 이끌던 핑골핀마저 모르고스와 결투 중 죽음을 맞이한다. 이 전쟁이 끝난 후에도 요정과 모르고스 사이의 대치는 지속되고 니르나에스 아르노에디아드가 요정의 완패로 끝나는 시기까지 이어진다.
모르고스의 목적, 요정과 인간을 파멸시키는 것은 실패하고 쇠퇴하게 만드는 것에서 종료되며 좀 더 강력한 병력 불을 뿜는 화룡이 본격적인 등장케 하는 이유가 된다.